# Antonio Agudo
Antonio Agudo (Sevilla, 1940) es un pintor español.  

## Biografía
Inició sus estudios artísticos a los 12 años en la Escuela de Artes y Oficios de Sevilla, posteriormente ingresó como alumno en la Escuela Superior de Bellas artes de esta ciudad. A lo largo de su vida ha compatibilizado la enseñanza con su obra pictórica y realizado numerosas exposiciones de grabado, dibujo y  pintura en  varias ciudades de España y América, entre ellas Washington , Madrid, Quito, Cádiz y Sevilla. Entre 1971 y 1977 impartió la asignatura de Dibujo y Grabado en la Escuela Superior de Bellas Artes de Sevilla, desde 1987 hasta su jubilación las de Bodegones y Figura humana. Su estilo puede encuadrarse dentro del realismo abstracto y figurativo, dedicando especial atención a la representación de la figura humana. Algunas de sus obras más conocidas son los retratos del rey Juan Carlos I que se encuentran en el Palacio de la Zarzuela, la Real Maestranza de Caballería de Sevilla y la Universidad de Sevilla, también el retrato de José Manuel Romay Beccaría presidente del Consejo de Estado español.